# Rottboellia
Rottboellia je rod trava iz podtribusa Rottboelliinaedio tribusa Andropogoneae. Postoji 12 vrsta, uglavnom u tropskom Starom svijetu i jedna u Novom.

## Vrste
1. Rottboellia aurita Steud.
2. Rottboellia cochinchinensis (Lour.) Clayton
3. Rottboellia coelorachis G.Forst.
4. Rottboellia exaltata (L.) L.f.
5. Rottboellia megaphylla (Stapf & Haines) comb.ined.
6. Rottboellia geminata Hack.
7. Rottboellia goalparensis Bor
8. Rottboellia husainii P.Agnihotri & Shail.Tripathi
9. Rottboellia laevispica Keng
10. Rottboellia papillosa (Hochst.) T.Durand & Schinz
11. Rottboellia paradoxa de Koning & Sosef
12. Rottboellia purpurascens Robyns

## Sinonimi
- Apogonia E.Fourn.; Gram. Mex. 63 ex Benth. & Hook. f. Gen. 3: 1130 (1883)
- Cymbachne Retz.; Obs. 6: 36 (1791)
- Peltophorus Desv.; Nouv. Bull. Soc. Philom. 2: 188 (1810)
- Pseudophacelurus A.Camus; Bull. Mus. Hist. Nat. Paris 27: 370 (1921)
- Stegosia Lour.; Fl. Cochinch. 51 (1790)
- Robynsiochloa Jacq.-Fél.; J. Agric. Trop. & Bot. Appliq. 7: 406 (1960)
- Ophiuros C.F.Gaertn.; Fruct. 3: 3. t. 181 (1805), R. Br. Prod. 206 (1810)
- Thyridostachyum Nees; Lindl. Introd. Nat. Syst. ed. II. 379 (1836)
- Diperium Desv.; Opusc. 76 (1831)
- Coelorachis Brongn.; Duperr. Voy. Coq. Bot. 64. t. 14 (1829)